# 大川出版賞
大川出版賞（おおかわしゅっぱんしょう）は、公益財団法人大川情報通信基金が授与する、「情報・通信分野に関する優れた図書に与えられ、これを表彰すると共に情報・通信分野における、さらなるに発展と啓蒙に寄与」することを目的にした書籍科学賞である。著者に対して賞状ならびに副賞として銀メダル、賞金100万円が贈呈され、出版社に対して、賞状及び賞牌が贈呈される。1992年度が第1回である。

## 審査委員会
- 坂井修一（委員長）、佐倉統、清水謙多郎、田中久美子、徳田英幸、西潟暢央、橋本隆子、山中直明[2]

## 受賞作
- 第1回　1992年度

『モデルと表現』米澤明憲（東大教授）柴山悦哉（龍谷大講師）岩波書店　
『MUSE -ハイビジョン伝送方式』二宮佑一（NHK）電子情報通信学会
『電子立国　日本の自叙伝』相田洋（日本放送協会）日本放送出版協会
- 第2回　1993年度

『ロボットビジョン』谷内田正彦（阪大教授）昭晃堂　
『ソフトウェアの話』黒川利明（日本IBM）岩波書店　
『電脳進化論 ギガ・テラ・ペター』立花隆　朝日新聞社　
- 第3回　1994年度

『非平衡系の秩序と乱れ』沢田康次（東北大教授）朝倉書店　
『インテリジェントネットワークとネットワークオペレーション』秋山稔（東大名誉教授）水澤純一（NTT通信網研究所）吉田真（NTT情報通信研究所）田中良明（東大助教授）コロナ社　
『フォールトトレラントシステムの構成と設計』当麻喜弘（東工大名誉教授）南谷崇（東工大教授）藤原秀雄（奈良先端科技大教授）槇書店　
- 第4回　1995年度

『テクノグローブ -「技術化した地球」と「製造業の未来」』吉川弘之　工業調査会
『電子図書館』長尾真　岩波書店　
『人間の言語情報処理 -言語理解の認知科学』阿部純一（北大教授）桃内佳雄（北海学園大教授）金子康朗（釧路公立大助教授）李光五（韓国嶺南大学校副教授）サイエンス社
- 第5回　1996年度

『暗号 ポストモダンの情報セキュリティ』辻井重男（東工大名誉教授）講談社　
『計算機アーキテクチャと構成方式』中澤喜三郎（電通大教授） 朝倉書店　
『情報学絵とき読本』福村晃夫（名大名誉教授）オーム社　
- 第6回　1997年度

『脳の計算理論』川人光男（人間情報通信研究所） 産業図書　
『電気通信事業の経済分析 米国の競争政策』浅井澄子（郵政研究所）日本評論社　
『メディアの進化と権力』川上和久　NTT出版　
- 第7回　1998年度

『PとNP -計算量の根本問題』竹内外史（イリノイ大名誉教授）日本評論社　
『情報理論における情報スペクトル的方法』韓太舜（電通大教授）培風館　
『テレビはインターネットの夢を見るか』竹島愼一郎　アスキー
- 第8回　1999年度

『視覚情報の基礎理論 パターン認識問題の源流』飯島泰蔵（東工大名誉教授）コロナ社　
『インターネット／インターネットⅡ 次世代への扉』村井純（慶大教授）岩波書店　
『メディアの議題設定機能 マスコミ効果研究における理論と実証』竹下俊郎（明大教授）学文社　
- 第9回　2000年度

『インターネット・ビジネス論』赤木昭夫（放送大教授） 岩波書店　
『コンパイラの構成と最適化』中田育男（法大教授） 朝倉書店　
『メディア人間 コミュニケーション革命の構造』中野収　勁草書房　
- 第10回　2001年度

『詳解　ネットワークQoS技術』戸田巖（富士通研究所） オーム社　
『ポストゲノム情報への招待』金久實（京大教授） 共立出版　
『オブジェクト指向スクリプト言語　Ruby』松本行弘（ネットワーク応用通信研究所）石塚圭樹（日本ラショナルソフトウェア）アスキー　
『ITエコノミー　情報技術革新はアメリカ経済をどう変えたか』熊坂有三、峰滝和典（富士通総研）日本評論社　
- 第11回　2002年度

『21世紀日本の情報戦略』坂村健　岩波書店
『精度保証付き数値計算』大石進一（早大教授） コロナ社　
『文字符号の歴史 アジア編』三上喜貴（長岡技科大教授）共立出版　
- 第12回　2003年度

『NTT改革』宮津純一郎　NTT出版　
『学術情報と知的所有権　オーサシップの市場化と電子化』名和小太郎　東京大学出版会
『光マイクロマシン』澤田廉士（NTT）羽根一博（東北大教授）日暮栄治（東大助教授）オーム社　
- 第13回　2004年度

『ソフトウェア工学の基礎』玉井哲雄（東大教授）岩波書店　
『シミュレーションの思想』廣瀬通孝（東大教授）小木哲朗（筑波大助教授）田村善昭（東洋大助教授） 東京大学出版会　
『タンパク質機能解析のためのバイオインフォマティクス』藤博幸（京大客員教授）講談社
- 第14回　2005年度

『3次元ディジタル画像処理』鳥脇純一郎（名大名誉教授）昭晃堂　
『知の科学　オントロジー工学』溝口理一郎（阪大教授）オーム社　
『きづなをつなぐメディア　ネット時代の社会関係資本』宮田加久子（明治学院大教授） NTT出版　
- 第15回　2006年度

『気象と大気のレーダーリモートセンシング』深尾昌一郎（京大教授）浜津享助（三菱電機）京都大学学術出版会　
『デジタルな生活　ITがデザインする空間と意識』小川克彦（NTT）NTT出版　
- 第16回　2007年度

『データマイニングの基礎』元田浩（阪大名誉教授）津本周作（島根大教授）山口高平（慶大教授）沼尾正行（阪大教授） オーム社　
『ロボットインテリジェンス』浅田稔（阪大教授）國吉康夫（東大教授） 岩波書店　
『ブロードバンド・エコノミクス　情報通信産業の新しい競争政策』依田高典（京大教授）日本経済新聞出版社　
- 第17回　2008年度

『フォトニクス -光エレクトロニクスとその進展』末松安晴（国立情報学研究所）小林功郎（東工大教授） オーム社　
『論理と計算のしくみ』萩谷昌己（東大教授）西崎真也（東工大准教授） 岩波書店　
『NHKスペシャル　グーグル革命の衝撃』鈴木真美、今村啓一、芳野創、岡田朋敏 日本放送出版協会
- 第18回　2009年度

『総メディア社会とジャーナリズム -新聞・出版・放送・通信・インターネット』矢野直明（サイバーリテラシー研究所）知泉書館　
『世界市場を制覇する国際標準化戦略 -二十一世紀のビジネススタンダード』原田節雄（日本規格協会）東京電機大学出版局　
- 第19回　2010年度

『記号と再帰 -記号論の形式・プログラムの必然』田中久美子（東大准教授）東京大学出版会
『電子書籍の衝撃 -本はいかに崩壊し、いかに復活するか？』佐々木俊尚　ディスカヴァー・トゥエンティワン
- 第20回　2011年度

『どうすれば「人」を創れるか―アンドロイドになった私』石黒浩（阪大教授）新潮社
- 第21回　2012年度

『ITが守る、ITを守る―天災・人災と情報技術』坂井修一（東大教授）NHK出版　
『インターネットに自由はあるか―米国ICT政策からの警鐘』藤野克（外交官）中央経済社　
- 第22回　2013年度

『青い光に魅せられて―青色ＬＥＤ開発物語』赤﨑勇（名大名誉教授）日本経済新聞出版社　
『岩波講座　計算科学　別巻　スーパーコンピュータ』小柳義夫、中村宏（東大教授）佐藤三久（筑波大教授）松岡聡（東工大教授）岩波書店　
- 第23回　2014年度

『ディジタル移動通信技術のすべて』赤岩芳彦（九州大名誉教授）コロナ社
『変わる遺伝子医療　私のゲノムを知るとき』古川洋一（東大教授）ポプラ社　
- 第24回　2015年度

『ドレスト光子 ─光・物質融合工学の原理』大津元一（東大教授）朝倉書店
『人工知能は人間を超えるか─ディープラーニングの先にあるもの』松尾豊（東大准教授）KADOKAWA
- 第25回　2016年度

『進化計算と深層学習―創発する知能―』伊庭斉志（東大教授）オーム社
『インターネット・バイ・デザイン――21世紀のスマートな社会・産業インフラの創造へ』江﨑浩（東大教授）東京大学出版会
- 第26回　2017年度

『ブロックチェーン革命　分散自律型社会の出現』野口悠紀雄（早稲田大学 ビジネス・ファイナンス研究センター 顧問・一橋大学 名誉教授）日本経済新聞出版社
『情報法のリーガル・マインド』林紘一郎（情報セキュリティ大学院大学　元学長　教授）勁草書房
- 第27回　2018年度

『AI vs. 教科書が読めない子どもたち』新井紀子（国立情報学研究所　社会共有知研究センター長・情報社会相関研究系　教授）東洋経済新報社
『量子計算理論　量子コンピュータの原理』森前智行（京都大学　基礎物理学研究所　講師）森北出版会
- 第28回　2019年度

『簡潔データ構造』定兼邦彦（東京大学大学院   情報理工学系研究科 教授）共立出版
『デジタル資本主義』此本臣吾　監修 （野村総合研究所   代表取締役会長兼社長）森健（デジタル・エコノミスト）（野村総合研究所   未来創発センター上級研究員）日戸浩之（野村総合研究所   上席コンサルタント）東洋経済新報社
- 第29回　2020年度

『人間知能と人工知能 ―あるAI研究者の知能論―』大須賀節雄（東京大学 名誉教授）オーム社
『5G 次世代移動通信規格の可能性』森川博之 (東京大学 大学院 工学系研究科 教授) 岩波書店
『サイバーセキュリティ―組織を脅威から守る戦略・人材・インテリジェンス―』松原実穂子 (NTTチーフ・サイバーセキュリティ・ストラテジスト) 新潮社
- 第30回　2021年度

『耐量子計算機暗号』縫田光司 (九州大学　マス・フォア・インダストリ研究所 教授) 森北出版
『創るためのＡＩ―機械と創造性のはてしない物語―』徳井直生 (株式会社Qosmo 代表取締役・慶應義塾大学　大学院　政策・メディア研究科　准教授・Dentsu Craft Tokyo Head of Technology)  ビー・エヌ・エヌ
- 第31回　2022年度

『ロボット　共生に向けたインタラクション』岡田美智男（豊橋技術科学大学　情報・知能工学系　教授）東京大学出版会
『災害情報　東日本大震災からの教訓』関谷直也（東京大学　大学院　情報学環　准教授）東京大学出版会
- 第32回　2023年度

『拡散モデル――データ生成技術の数理』岡野原大輔（株式会社Preferred Networks 共同創業者、代表取締役 最高研究責任者・株式会社Preferred Computational Chemistry 代表取締役社長・株式会社Preferred Elements 代表取締役社長）岩波書店
『電子カルテデータ解析―医療支援のためのエビデンス・ベースド・アプローチ―』横田治夫（城西大学 理学部 客員教授・東京工業大学 名誉教授）共立出版

## 参考
- 大川出版賞